# Ram It Down
Ram It Down è un album pubblicato dalla band heavy metal inglese Judas Priest nel 1988; e rimasterizzato nel 2001 con due bonus tracks live.

## Il disco
L'album vede un certo distaccamento dal suono più sperimentale ed accessibile del precedente Turbo in favore di un buon ritorno all'heavy metal classico dei capolavori Screaming for Vengeance e Defenders of the Faith.
Nonostante alcune ottime tracce in esso contenute, il disco non ebbe il successo sperato, tant'è che da un punto di vista commerciale il lavoro vendette pochissimo rispetto ai precedenti, non riscuotendo un buon apprezzamento neanche dalla critica specializzata. Venne estratto un solo singolo, Johnny B. Goode (cover di Chuck Berry), creato dalla band per la colonna sonora dell'omonimo film prendendo spunto da due canzoni precedentemente scritte ma mai pubblicate (se non nelle riedizioni del 2001) ossia Thunder Road e Fire Burns Below.

## Tracce
Tutte le tracce (eccetto dove segnato) sono scritte da Glenn Tipton, Rob Halford, K.K. Downing
1. Ram It Down – 4:48
2. Heavy Metal – 5:58
3. Love Zone – 3:58
4. Come and Get It – 4:07
5. Hard as Iron – 4:09
6. Blood Red Skies – 7:50
7. I'm a Rocker – 3:58
8. Johnny B. Goode (Chuck Berry) – 4:39
9. Love You to Death – 4:36
10. Monsters of Rock – 5:30

### 2001 Bonus Tracks
1. Night Comes Down (Live bonus track) – 4:33
2. Bloodstone (Live bonus track) – 4:05

## Curiosità
- La canzone "Johnny B. Goode" è stata originalmente creata come colonna sonora di un video, e la canzone che si pensava dovesse sostituirla (che sarebbe stata pubblicata come bonus track) fu persa,  durante il periodo in cui Halford lasciò la band e Ripper si pensasse dovesse sostituirlo. Questa è la ragione per cui Ram It Down è l'unico disco rimasterizzato senza tracce bonus, solo quindi due tracce live.
- La canzone "I'm a Rocker" si riferisce ad un'altra canzone dei Judas Priest, la traccia "Thunder Road", che può essere trovata come bonus track nell'album Point of Entry. In entrambe le canzoni, nel testo si legge: "there's something in my blood [...] Wouldn't change it even if I could".

## Formazione
- Rob Halford - voce
- Glenn Tipton - chitarra, sintetizzatore
- K.K. Downing - chitarra
- Ian Hill - basso
- Dave Holland - batteria